# Газельбахталь
Газельбахталь (нім. Haselbachtal) — громада в Німеччині, розташована в землі Саксонія. Входить до складу району Бауцен.
Площа — 37,47 км2. Населення становить 3997 ос. (станом на 31 грудня 2020).